# Na Radosti
Na Radosti je čtvrté studiové album české zpěvačky Anety Langerové, které vyšlo v roce 2014. 

## Seznam skladeb
Autorem skladeb je Aneta Langerová a Jakub Zitko, není-li uvedeno v závorce jinak.
| Pořadí | Název                                         | Délka |
| ------ | --------------------------------------------- | ----- |
| 1.     | Dívka                                         | 5:07  |
| 2.     | Svatá Kordula                                 | 3:30  |
| 3.     | Panna                                         | 3:06  |
| 4.     | Tragédie u nás na vsi                         | 4:28  |
| 5.     | Intermezzo Tráva                              | 1:17  |
| 6.     | Tráva                                         | 3:53  |
| 7.     | Maják                                         | 2:50  |
| 8.     | Bříza                                         | 3:37  |
| 9.     | Lehkost                                       | 3:32  |
| 10.    | Slova z hor (Langerová, Zitko, Dorota Barová) | 4:19  |
| 11.    | Divoká hejna                                  | 3:25  |
| 12.    | Nevěsta                                       | 3:03  |
| 13.    | Na Radosti                                    | 4:56  |